# Cartuxa

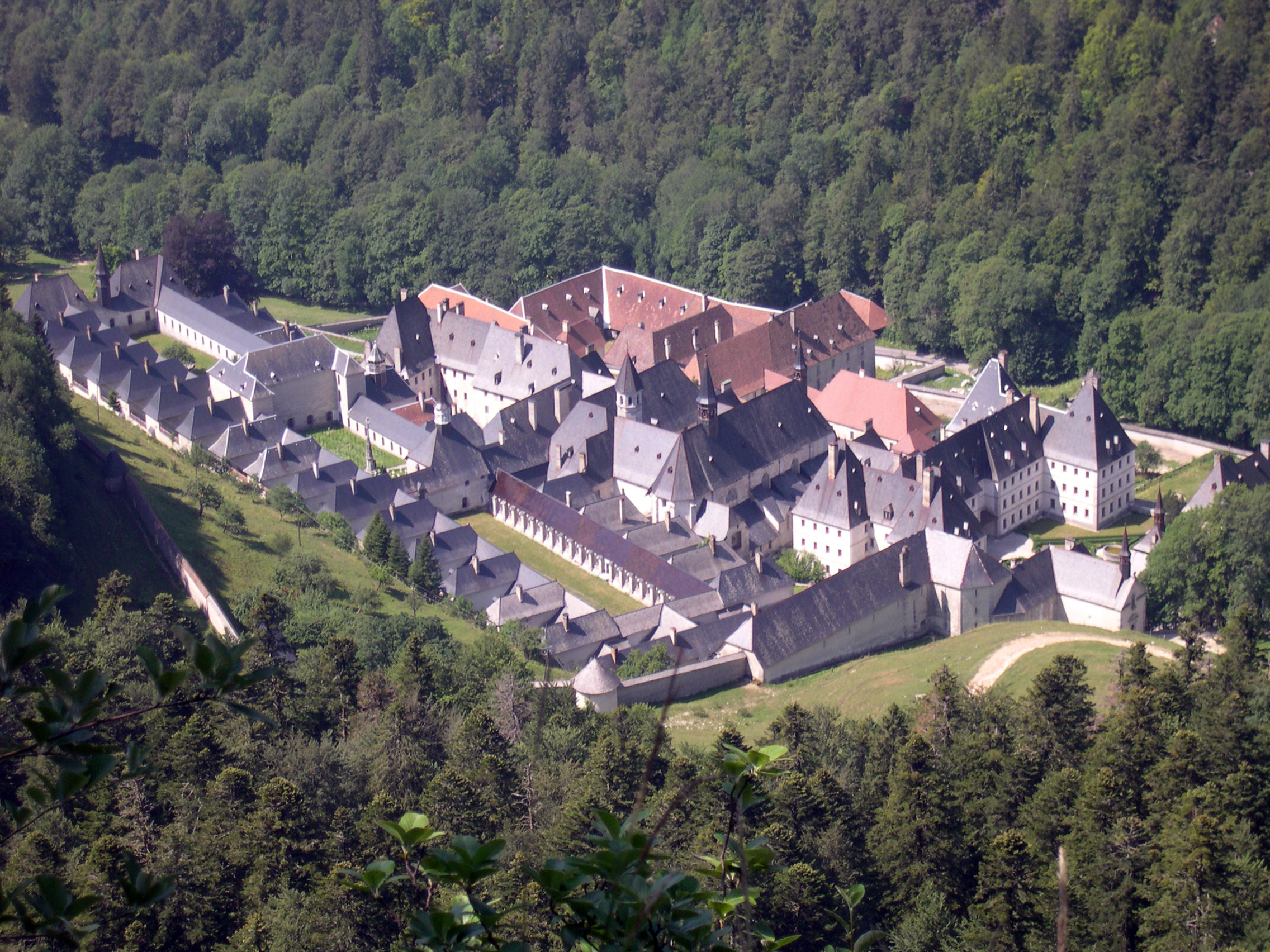
Grande Cartuxa

Cartuxa (em francês:  chartreuse; em alemão:  Kartause; em italiano:  certosa; em inglês:  charterhouse; em castelhano:  cartuja  ) é um mosteiro de monges cartuxos. A palavra inglesa é derivada por correspondência fono-semântica da palavra francesa chartreuse.
O actual homónimo é o primeiro mosteiro da ordem, o Grande Chartreuse, que São Bruno de Colónia fundou em um vale das montanhas Chartreuse em 1084.